# Мальчиці (Польща)
Мальчице (пол. Malczyce, нім. Maltsch) — село в Польщі, у гміні Мальчиці Сьредського повіту Нижньосілезького воєводства.
Населення — 3293 особи (2011).
У 1975-1998 роках село належало до Вроцлавського воєводства.

## Демографія
Демографічна структура станом на 31 березня 2011 року:
|          | Загалом | Допрацездатний вік | Працездатний вік | Постпрацездатний вік |
| -------- | ------- | ------------------ | ---------------- | -------------------- |
| Чоловіки | 1580    | 314                | 1128             | 138                  |
| Жінки    | 1713    | 323                | 1011             | 379                  |
| Разом    | 3293    | 637                | 2139             | 517                  |